# Ranunculus sphaerospermus
Ranunculus sphaerospermus là một loài thực vật có hoa trong họ Mao lương. Loài này được Boiss. & Blanche miêu tả khoa học đầu tiên năm 1856.